# جون ديلاني
جون ديلاني (بالإنجليزية: John Delaney)‏ هو لاعب كرة قاعدة أمريكي، ولد في 30 ديسمبر 1985 في هانسون في الولايات المتحدة.